# Стомопло (блато)
 Тази статия е за блатото.  За залива вижте Стомопло (залив).  
Стомопло (среща се и с имената Стомополу, Стомополо, Стамополо, Стамопло, Стамоплу, Стомопле) е блато, разположено на Южното българско черноморско крайбрежие, северно от град Приморско, западно от едноименния залив Стомопло в южното подножие на възвишението Узунджа баир.
Стомопло е гръцкото име на блатото, което е възприето днес като официално. Традиционните български имена са Уста, Устичка или Малко устие. Гръцкото име произхожда от στόμα, уста.
Блатото представлява крайбрежна лагуна, с надморска височина 2 m, отделена от морето посредством пясъчна коса, широка между 50 и 80 m. Максималната му ширина е около 500 m, а дължината до 1100 m, с площ около 0,6 km2 (60 ха). От запад на изток през средата има полуостров, който почти го разполовява. Срещу него, на източния му бряг е прокопан изкуствен канал, чрез който се оттича в морето, а при по високи вълни по него нахлува морска вода. Солеността му се колебае от 0,4 до 13‰. Обрасло е с блатна растителност.
При археологически разкопки в блатото са открити следи от неолитни жилища. Блатото Стомопло е обявено за защитена местност и е част от рамсарско място Ропотамо.